# Heinz Sagner
Heinz Sagner (né le 1er février 1933 à Liberec, mort le 3 novembre 2006 à Munich) est un chanteur allemand.

## Biographie
Sa famille se réfugie après la Seconde Guerre mondiale en Bavière. Fils d'un pharmacien, il arrête ses études à Wurtzbourg en 1958 alors qu'il commence à chanter et remporte un concours de jeunes talents en 1956. Il signe avec Starlet, label de Munich, qui produit des reprises de Freddy Quinn, Gerhard Wendland et d'autres. Beaucoup sortent sous pseudonyme : Nico Busch, Thomas Heger, Bernd Rosen, Bernd Barner, Ludwig Deinert... Le trio qu'il forme avec deux autres chanteurs, Die Isarspatzen, a aussi comme nom Sagner Trio. En 1960, il signe avec Polydor. Le single Das alte Märchen, reprise de The Old Lamplighter de The Browns, ne se vend pas malgré la promotion.
La même année, Sagner participe au Coupe d'Europe du tour de chant en compagnie des compatriotes Hannelore Auer, Inge Brandenburg, Frank Forster et Udo Jürgens. Il interprète deux titres Sie war nicht älter als 18 Jahr’ et On the Street Where You Live. Après la victoire de l'équipe allemande, il connaît ses plus grands succès. Sie war nicht älter als 18 Jahr’ fait partie de la bande originale de Schlagerparade 1961. En février 1961, il participe à la sélection allemande pour le Concours Eurovision de la chanson ; Jeder Tag voll Sonnenschein est 6e.
Le contrat de Sagner avec Polydor n'est pas renouvelé après huit singles. Il revient travailler dans la pharmacie en 1962 puis abandonne sa carrière de chanteur.

## Source de la traduction
- (de) Cet article est partiellement ou en totalité issu de l’article de Wikipédia en allemand intitulé « Heinz Sagner » (voir la liste des auteurs).